# Cistus skanbergii
Cistus skanbergii är en solvändeväxtart som beskrevs av Michele Lojacono-Pojero. Cistus skanbergii ingår i släktet Cistus och familjen solvändeväxter. Inga underarter finns listade i Catalogue of Life.